# Малка планета
Малка планета е термин, отнасящ се за астероиди и транснептунови обекти в Слънчевата система на орбита около Слънцето, но значително по-малки от планетите. За някои от малките планети е характерна кометна кома и такива обекти се наричат комети (не всички комети обаче биват класифицирани като малки планети). Най-големите от малките планети се наричат още планетоиди.
Малките планети се разделят на групи и семейства според техните орбитални характеристики. Прието е дадено астероидно семейство или група да носи името на първия открит член на групата (често най-големия). Семействата се използват за означаване и на сходство в произхода на представителите, които често са се образували вследствие на разрушаване на по-голямо тяло в миналото. Астероидните семейства са разпознати за първи път от Киотсугу Хираяма през 1918 г. и често биват наричани групи на Хираяма в негова чест.

## Групи и фамилии в астероидния пояс
Най-изявените астероидни семейства са:
- Семейство Еос с голяма полуос между 2,99 АЕ и 3,03 АЕ, ексцентрицитет между 0,01 и 0,13 и инклинация между 8° и 12°. Именувани са на 221 Еос. Приблизително 480 члена.
- Семейство Темида с голяма полуос между 3,08 АЕ и 3,24 АЕ, ексцентрицитет между 0,09 и 0,22 и инклинация по-малка от 3°. Именувани са на 24 Темида. Приблизително 535 члена.
- Семейство Коронис с голяма полуос между 2,83 АЕ и 2,91 АЕ, ексцентрицитет по-малък от 0,11, и инклинация по-малка от 3,5°. Именувани са на 158 Коронис. Приблизително 310 члена.
- Семейство Евномия с голяма полуос между 2,5 АЕ и 2,75 АЕ, ексцентрицитет между 0,1 и 0,2 и инклинация между 13° и 20°. Именувани са на 15 Евномия. Приблизително 370 члена са известни.
- Семейство Флора с голяма полуос между 2,1 АЕ и 2,3 АЕ и инклинация по-малко от 11°. Именувани на 8 Флора; понякога наричани още Семейство Ариадна на 43 Ариадна. Приблизително 590 члена.
- Семейство Ниса с голяма полуос между 2,41 АЕ и 2,5 АЕ, ексцентрицитет между 0,12 и 0,21, инклинация между 1,5° и 4,3°. Именувани на 44 Ниса; понякога наричани още Семейство Херта на 135 Херта Приблизително 375 члена.
- Семейство Мария с голяма полуос между 2,5 АЕ и 2,706 АЕ и инклинация между 12° и 17°. Именувани на 170 Мария. Приблизително 80 члена.

Други семейства, разграничени чрез използване на допълнителен анализ, са:
- Семейство Церера или още известни като Семейство Минерва на името на 1 Церера или 93 Минерва. Приблизително 88 члена. Към 2011 г. става извество, че Церера притежава троянски астероиди[1].
- Семейство Веста — фрагменти от 4 Веста. Приблизително 235 члена.
- Семейство Еригона на името на 163 Еригона. Приблизително 45 члена.
- Семейство Дора на името на 668 Дора. Приблизително 78 члена.
- Семейство Адеона на името на 145 Адеона. Приблизително 65 члена.
- Семейство Мерксия на името на 808 Мерксия. Приблизиелно 30 члена.
- Семейство Миза на името на 569 Миза. Приблизително 26 члена.
- Семейство Хлорис на името на 410 Хлорис. Приблизително 24 члена.
- Семейство Ратифа на името на 1644 Ратифа. Приблизително 22 члена.
- Семейство Астрид на името на 1128 Астрод. Приблизително 10 члена.
- Семейство Мелибоея на името на 137 Мелибоея. Приблизително 15 члена.
- Семейство Наема на името на 845 Наема. 6 или 7 члена.
- Семейство Масалия на името на 20 Масалия. Приблизително 47 члена.
- Семейство Лидия на името на 110 Лидия. Приблизително 38 члена.
- Семейство Немесис или Семейство Конкордия на името на 128 Немесис или 58 Конкордия. Приблизително 29 члена.
- Семейство Бауър или Семейство Ендимион на името на 1639 Бауър или 342 Ендимион, Приблизително 15 члена.
- Семейство Хигея на името на 10 Хигия. Приблизително 150 члена.
- Семейство Верита или Семейство Ундина на името на 490 Верита или 92 Ундина. Приблизително 29 члена.
- Семейство Бразилия на името на 293 Бразилия. Приблизително 14 члена.
- Семейство Карин — подсемейство на семейство Коронис. Приблизително 39 члена, като най-големият от тях е 832 Карин. Семейство Карин е скорообразувано семейство, породено от разрушаване на голямо тяло преди 5,8±0,2 милиона години.

## Групи на орбити по-близки до Слънцето от земната
На близки орбити около Слънцето са известни само няколко астероида. Няколко от долупосочените групи са хипотетични, като липсват известни представители и имената на групите са предварителни.
- Вулканоидите са хипотетична група астероиди с афелий по-малък от 0,4 АЕ. Орбитата им лежи изцяло във вътрешността на орбитата на Меркурий. Не са известни представители на групата, въпреки извършените търсения.
- Апохелите (от „Апохеле“ значещо „орбита“ на хавайски), са астероиди с афелий по-малък от 1 АЕ. Други имена за тази група са Вътрешноземни обекти и Анони. Открити са два апохела: 2003 CP20 и 2004 JG6.
- Арджуните са астероиди със земеподобна орбита — приблизително на 1 АЕ от Слънцето, с ниска инклинация и ексцентрицитет. Поради разтегливостта на тази категория някои от астероидите, принадлежащи към други групи като Апохели, Амори, Аполони или Атени могат също да бъдат причислени към Арджуните. Астероидът 1991 VG е член на групата.

- Троянски астероиди на Земята са астероиди, разположени в точките на Лагранж за Слънцето и Земята (L4 и L5). При наземни наблюдения те биха се наблюдавали винаги на около 60 градуса на изток и на запад от Слънцето. Към 2010 г. е открит един троянски астероид 2010 TK7, орбитиращ около (L4[2].

## Групи на орбита около Слънцето, по-близка от тази на Марс
- Атените, Аполоните и Аморите са астероидни групи на орбита, лежаща между тези на Земята и Марс. Носят имената на съответно 2062 Атен, 1862 Аполон и 1221 Амор.
- Марсопресичащите астероиди – орбити им пресичат тази на Марс.
- Троянски астероиди на Марс се намират на точките (L4) и (L5) на Лагранж за системата Марс – Слънце. Към 2017 г. са известни 9 троянски астероида[3], а първият открит е 5261 Еврика.

## Групи на орбита около Слънцето, по-близка от тази на Юпитер
Голям брой астероиди се намират на орбита между тези на Марс и Юпитер на приблизително 2 до 4 АЕ от Слънцето. Този район от Слънчевата система е известен под названието Основен пояс. Счита се, че гравитационното въздействие на Юпитер е попречило на формирането на планета в този участък. Пример за това въздействие е делението на Киркуд, установено от Даниел Киркуд през 1874 г.
Астероидите в основния пояс са разделени на следните групи:
- Семейство Унгария, имащи среден орбитален радиус между 1,78 АЕ и 2 АЕ, ексцентрицитет по-малък от 0,18 и инклинация между 16° и 34°. Именувани са на 434 Унгария. Намират се близо до орбитата на Марс и вероятно биват стабилизирани от 2:9 орбитален резонанс с Юпитер.
- Семейство Фоцея, имащи среден орбитален радиус между 2,25 АЕ и 2,5 АЕ, ексцентрицитет по-голям от 0,1 и инклинация между 18° и 32°. Именувани са на 25 Фоцея и се намират в 1:4 резонанс с Юпитер.
- Астероиди от основния пояс клас I, имащи среден орбитален радиус между 2,3 АЕ и 2,5 АЕ и инклинация от по-малко от 18°. Тази група включва всички астероиди от основния пояс без тези принадлежаши на семейства Ниса и Флора.
- Семейство Алинда, имащи среден орбитален радиус от 2,5 АЕ и ексцентрицитет приблизително между 0,4 и 0,65. Именувани са на 887 Алинда и се намират в 1:3 резонанс с Юпитер.
- Семейство Палада, имащи среден орбитален радиус от 2,5 АЕ до 2,82 АЕ и инклинация от 33° до 38°. Именувани са на 2 Палада.
- Астероиди от основния пояс клас II, имащи среден орбитален раидиус между 2,5 АЕ и 2,706 АЕ и инклинация по-малка от 33°.
- Астероиди от основния пояс клас IIb, имащи среден орбитален радиус между 2,706 АЕ и 2,82 АЕ и инклинация по-малка от 33°.
- Астероиди от основния пояс клас IIIa, имащи среден орбитален радиус между 2,82 АЕ и 3,03 АЕ, ексцентрицитет по-малък от 0,35 и инклинация по-малка от 30°.
- Семейство Гриква, имащи орбитален радиус между 3,1 АЕ и 3,27 АЕ и ексцентрицитет по-голям от 0,35. Намират се в стабилна либрация в отношение 2:1 с Юпитер на орбити с висока инклинация. Най-известните от общо 5-10 такива астероида в семейството са 1362 Гриква и 8373 Щефенгулд.
- Астероиди от основния пояс клас IIIb, имащи среден орбитален радиус между 3,03 АЕ и 3,27 АЕ, ексцентрицитет по-малък от 0,35 и инклинация по-малка от 30°.
- Семейство Цибела, имащи среден орбитален радиус между 3,27 АЕ и 3,7 АЕ, ексцентрицитет по-малкък от 0,3 и инклинация по-малка от 25°. Намират се в 4:7 орбитален резонанс с Юпитер. Именувани са на 65 Цибела.
- Семейство Хилда, имащи среден орбитален радиус между 3,7 АЕ и 4,2 АЕ, ексцентрицитет по-голям от 0,07 и инклинация по-малка от 20°. Намират се в 2:3 резонанс с Юпитер. Носят името на 153 Хилда.
- Семейство Туле се състои от единствен обект — 279 Туле, намиращ се в 3:4 резонанс с Юпитер.
- Троянски астероиди, имащи среден орбитален радиус между 5,05 АЕ и 5,4 АЕ, лежащи в районите на точките на Лагранж на 60° пред и зад Юпитер по неговата орбита. Водещата точка L4 бива наричана гръцката точка и около нея се намират астероиди носещи имената на гръцки войни, докато задната L5 бива наричана троянската точка и носи имена на троянски войни (има се предвид древната война между гръцките войски и Троя). Астероидите 617 Патрокъл (в троянската точка) и 624 Хектор (в гръцката точка) са изключения.

На разстояние от Слънцето между 4,05 АЕ и 5 АЕ липсват обекти със стабилна орбита, с изключение на 279 Туле.

## Групи на орбита по-далечна от Слънцето от тази на Юпитер
За повечето от малките планети на орбита по-далечна от тази на Юпитер се счита че са съставени от ледове и други летливи вещества. Подобни са на кометите, но за разлика от тях остават далече от Слънцето и при тях не се наблюдава опашка.
- Дамоклоидите или още известни като „Група на облака на Оорт“ са именувани на 5335 Дамокъл. За тях се предполага че са обекти от облака на Оорт са преминали на по-близки до Слънцето орбити. За тях са характерни високи орбитални ексцентрицитети и инклинации, както понякога и ретроградно въртене, като техните афелии често са по-отдалечени от Слънцето спрямо Уран. Групата не е съвсем ясно разграничена от тази на кометите.
- Кентаврите имат среден орбитален радиус между 5,4 АЕ и 30 АЕ. За тях се счита, че са транснептунови обекти, които чрез гравитационни въздействия са се установили на близка до Слънцето орбита. Пъврият открит кентавър е 2060 Широн.
- Нептуновите троянски астероиди са група, от която е познат само един член — 2001 QR322.
- Транснептуновите обекти (ТНО) имат среден орбитален радиус над 30 АЕ, като включват обектите от пояса на Кайпер и облака на Оорт.
  - Поясът на Кайпер се простира от 30 АЕ до 50 АЕ и се състои от следните подкатегории:
    - Плутино — обекти в 2:3 орбитален резонанс с Нептун (аналогични на Плутон) и имащи средно орбитално разстояние между 39 АЕ и 40,5 АЕ.
    - Кюбиуано — носят името на (15760) 1992 QB1 (по английското произношение) и имат среден орбитален радиус между 40,5 АЕ и 47 АЕ.
    - Съществуват и други групи от обекти с различни стойности на орбитални резонанси с Нептун. Обекти в 2:1 резонанс с Нептун се наричат „двоино“ (ударението е на буквата „и“) и са с орбитален радиус приблизително 48 АЕ и ексцентрицитет от 0,37. Съществуват и групи обекти с резонанси от 2:5, 4:5, 4:7, 3:5 и 3:4.
    - Обектите от разпръснатия диск имат орбитални разстояния от порядъка на няколко стотици АЕ. Счита се, че са били „разпръснати“ от нептуновата гравитация.

  - Облак на Оорт – хипотетичен облак от комети със среден орбитален радиус между 50000 АЕ и 100000 АЕ. Не са наблюдавани такива обекти, въпреки че някои астрономи считат 90377 Седна за обект от пояса на Оорт.

## Квазиспътници и обекти с подковообразна орбита
Някои астероиди имат необичайни подковообразни орбити. Те са коорбитални спътници на Земята или някоя друга планета. Примери за такива тела са 3753 Круитне и 2002 AA29. Първата известна двойка коорбитални тела са спътниците на Сатурн – Епиметей и Янус
Понякога обекти с подковообразни орбити временно се превръщат в квазиспътници за период от няколко десетилетия до няколкостотин години, преди да се върнат на първоначалната си орбита. Известни са квазиспътници на Земята и Венера. Такъв клас обекти се наричат Атени.